# Cimarron, Novi Meksiko
Cimarron je selo u okrugu Colfaxu u američkoj saveznoj državi Novom Meksiku. Prema popisu 2000. u Cimarronu je živio 1021 stanovnik.
Nalazi se na rijeci Cimarronu, pritoci 900 milja dugoj rijeci Canadianu koja izvire kod brane Eagle Nesta. Veći dio mjesta je duž autoceste 64. Selo okružuju brojni rančevi. Ističe se skautski ranč Philmont, velika "baza velike pustolovine" koju vodi Američko skautsko udruženje, koji se nalazi četiri milje južno od Cimarrona. Ostali poznati rančevi su Chase, koji je poznat po srcolikom stočnom žigu i koji je navodno mjesto podrijetla Marlborovog čovjeka), Vermejo Park Teda Turnera ranč CS, UU Bar Express Ranchesa (bivše vlasništvo Waitea Philipsa), ranč Clearview western kantautora R.W Hamptona te brojni drugi manji rančevi. Državno divljinsko područje Elliott Barker, Dolina života (Valle Vidal) koje je dio nacionalne šume Carsona i državni park Kanjon Cimarron, također se nalaze unutar područja Cimarrona. 17 milja i 28 milja prema sjeveroistoku je Dawson i zračna luka Raton.
Selo je pionir četverodnevnog školskog tjedna (ponedjeljak - četvrtak), koji je prvi put primijenjeno 1970-ih, za vrijeme rastućih cijena goriva i komunalija.

## Povijest
Da bi se izbjeglo teške uvjete, manjak vode i indijanske napade duž cimarronskog odvojka pruge do Santa Fea, vagonski promet služio se izvornom planinskom rutom tijekom 1840-ih. Od tad je Planinska ruta preko prijevoja Ratona bivala sve popularnijom među trgovcima, useljenicima, tragačima za zlatom i vladinim opskrbnim vlakovima. Unatoč općem konsenzusu, pruga do Santa Fea nije prošla kroz selo. Umjesto toga dobila je ime po gradiću Cimarronu u Kanzasu.
Godine 1842. traper Lucien B. Maxwell došao je na ranč Beaubien-Miranda Ranch u sjeverni Novi Meksiko te oženio Luz Beaubien, jednu od vlasnikovih šest kćeriju. Na kraju je naslijedio ranč i 1858. sagradio veliku kuću na mjestu gdje je poslije niknuo grad.
Maxwell je sagradio mlin Aztec 1864. godine. Danas je očuvan kao Muzej Stari mlin, kojim upravlja Cimarronsko povijesno društvo. Muzejska zbirka sadrži brojne dijelove mlina, indijanske alate, oružje i lončariju, spise i dokumente land granta Maxwella te ostalo.
Cimarron je ušao u službene povelje 1859. godine. Dobio je ime prema španjolskoj riječi kojom se opisuje mustanga, a znači "divlji" i "neslomljen". Cimarron je bio sjedište okruga Colfaxa od 1872. kad je u toj ulozi zamijenio Elizabethtown. U to je vrijeme Cimarron bio postajom planinskog ogranka željezničke pruge koja je vodila u Santa Fe. Godine 1881. okružno sjedište premješteno je u Springer, grad na željezničkoj pruzi Atchison, Topeka i Santa Fe. U ovim je vremenima Lucien Maxwell zbog rastućih napetosti prodao land grant Maxwell skupini ulagača, a što je rezultiralo okružnim ratovanjem u kojem je poginulo više od dvjesta ljudi.
Godine 1905. kompanija St. Louis, Rocky Mountain, and Pacific Railway Co. postavila je tračnice na trasi od Ratona, Novi Meksiko do Ute Parka, Novi Meksiko, radi prijevoz ugljena između Ratona i Cimarrona. Putnici su se služili dnevnom željezničkom prugom, kao i rančeri koji su prevozili poljodjelske životinje. Za vrijeme drugog svjetskog rata uklonjene su tračnice, da bi se recikliralo čeliki i tako ublažilo nestašice nastale ratom.
Uskoro su tračnice postavljene kroz grad, te još 22 milje uz kanjon Ponil, a postavila ih je kompanija Cimarron and Northwestern Railway Company, radi dovoza trupaca iz okolnih planina. Prevozili su trupce duglazije i žutog bora. Željeznička tvrtka dostavljala je trupce kompaniji Continental Tie and Lumber Company koja se nalazila u Cimarronu, a izrađivala je željezničke materijale i drvne potpornje za obližnje ugljenokope.
Cimarron danas napreduje, dijelom i zbog blizine skautskog ranča Philmonta i zbog ljetnog turizma.
U znak poštovanja na brojne predane članove posade USS Cimarrona, najvažniji artefakti darovani su Cimarronu, jer je to najbliže selo rijeci Cimarronu. Brodsko zvono danas stoji ispred seoske srednje škole.

## Zemljopis
Nalazi se na 36°30′34″N 104°54′56″W / 36.50944°N 104.91556°W (36.509467, -104.915496), u zapadnom-središnjem dijelu okruga Colfaxa, na sjevernoj obali rijeke Cimarrona na mjestu gdje rijeka izbija iz gorja Sangre de Crista. Autocesta 64 prolazi kroz Cimarron. Prema Uredu SAD-a za popis stanovništva, zauzima 5,2 km2 površine, sve suhozemne.

## Stanovništvo
Prema podatcima popisa 2000. u Cimarronu je bio 1021 stanovnik, 382 kućanstava i 255 obitelji, a stanovništvo po rasi bili su 77,54% bijelci, 1,09% Indijanci, 0,11% afroamerikanci, 0,11% Azijci, 17,23% ostalih rasa te 3,93% dviju ili više rasa. Hispanoamerikanaca i Latinoamerikanaca svih rasa bilo je 58,89%.

## Znamenitosti
- muzej Stari mlin
- Cimarron (povijesni okrug) i stari dio sela
- St. James (hotel, Cimarron, Novi Meksiko), građevina u Nacionalnom registru
- Villa Philmonte, povijesni okrug, građevina u Nacionalnom registru
- U.S. Route 64 Median Self History Tour
- groblje Dawson
- državni park Kanjon Cimarron
- skautski ranč Philmont
- Centar Whittington Nacionalnog puščanog udruženja, kod obližnjeg Ratona

## Vanjske poveznice
- Službene stranice
- Trgovinska komora
- Informacije za posjetitelje
- Meteorološka webkamera